# Pianello del Lario
Pianello del Lario – miejscowość i gmina we Włoszech, w regionie Lombardia, w prowincji Como.
Według danych na rok 2004 gminę zamieszkiwało 1029 osób, 114,3 os./km².